# جغرافیای فمینیستی
جغرافیای فمینیستی (انگلیسی: Feminist geography) زیرشاخه‌ای از جغرافیای انسانی است که نظریه‌ها، روش‌ها و نقدهای فمینیسم را در مطالعه محیط انسانی، جامعه و فضای جغرافیایی به‌کار می‌گیرد. جغرافیای فمینیستی در دهه ۱۹۷۰ ظهور کرد، زمانی که اعضای جنبش زنان از جوامع آکادمیک خواستند زنان را هم به‌عنوان تولیدکننده و هم به‌عنوان موضوع کار آکادمیک بگنجانند. جغرافی‌دانان فمینیست قصد دارند موقعیت‌های نژاد، طبقه، توانایی و تمایلات جنسی را در مطالعه جغرافیا بگنجانند.

## جغرافیای زنانهمراه با جغرافیای فمینیستی
جغرافیای زنان به بررسی تأثیرات جغرافیا بر نابرابری جنسیتی می‌پردازد و از لحاظ نظری تحت‌تأثیر جغرافیای رفاه و فمینیسم لیبرال است. جغرافی‌دانان فمینیست بر محدودیت‌های جنسیتی مختلفی که توسط فاصله و جدایی فضایی ایجاد می‌شود، تأکید می‌کنند (برای مثال، ملاحظات فضایی می‌تواند در محدود کردن زنان به مکان‌ها یا حوزه‌های اجتماعی خاص نقش داشته باشد). سیگر و جانسون در کتاب خود به‌نام همراه با جغرافیای فمینیستی استدلال می‌کنند که جنسیت تنها یک رویکرد تنگ‌نظرانه برای درک ستم بر زنان در طول دهه‌های تاریخ استعمار است. به این ترتیب، درک جغرافیای زنان مستلزم رویکردی انتقادی به مسائل مربوط به ابعاد سن، طبقه، قومیت، گرایش و سایر عوامل اجتماعی-اقتصادی است. با این حال، اعتراض‌های اولیه به مفهوم جغرافیای زنان، ادعا می‌کرد که نقش‌های جنسیتی عمدتاً از طریق نابرابری جنسیتی توضیح داده می‌شود. با این حال، فورد و گرگسون استدلال می‌کنند که ایده نقش‌های جنسیتی از یک نظریه اجتماعی ایستا بیرون می‌آید که تمرکز را بر زنان محدود می‌کند و زنان را به‌عنوان قربانی به تصویر می‌کشد، که قرائت محدودی از فاصله به‌دست می‌دهد. آن‌ها ادعا می‌کنند که مفهوم جغرافیای زنان می‌تواند نشان دهد که چگونه محدودیت و جدایی فضایی وارد ساخت موقعیت‌های زنان می‌شود. در سال ۲۰۰۴، ادوارد سعید، نظریه‌پرداز، ایده فضاهای جغرافیایی را در چنین زمینه‌ای نقد کرد که در آن کنش‌های مربوط به شیوه‌های بازنمایی جنسیتی از طریق باورهای ایدئولوژیک مسلط ساخته می‌شوند. در پاسخ، جغرافی‌دانان فمینیست استدلال می‌کنند که بازنمایی نادرست از نقش‌های جنسیتی و جنبش‌های فمینیستی بدیهی‌انگاشته‌شده نشان می‌دهد که چالش‌های عصر استعماری در محدوده زنان به فرصت‌های فضایی محدود نهفته است؛ بنابراین، جغرافیای فمینیستی بر این اصل بنا شده است که جنسیت باید از نظر فضا به‌کار گرفته شود و توسعه یابد.

## جغرافیای فمینیستی سوسیالیستی
جغرافیای فمینیستی سوسیالیستی، به لحاظ نظری تحت‌تأثیر مارکسیسم و فمینیسم سوسیالیستی، به‌دنبال توضیح نابرابری، رابطه بین سرمایه‌داری و پدرسالاری، و وابستگی متقابل جغرافیا، روابط جنسیتی و توسعه اقتصادی در سرمایه‌داری است. جغرافیای فمینیستی سوسیالیستی حول سؤالاتی در مورد چگونگی کاهش نابرابری جنسیتی ناشی از مردسالاری و سرمایه‌داری می‌چرخد و عمدتاً بر جدایی فضایی، مکان جنسیتی و محلی تمرکز دارد. عدم قطعیت در مورد بیان مناسب تحلیل جنسیتی و طبقاتی به یک بحث نظری کلیدی در حوزه جغرافیای فمینیستی سوسیالیستی دامن می‌زند. برای مثال، هنگام تجزیه و تحلیل زنان مهاجر چینی متأهل ساکن شهر نیویورک، زنان موضوع اصلی تحلیل باقی می‌مانند و جنسیت رابطه اجتماعی اولیه باقی می‌ماند. با این حال، جغرافی‌دانان فمینیست سوسیالیست تشخیص می‌دهند که بسیاری از عوامل دیگر، مانند طبقه، بر تجربیات و شرایط زنان پس از مهاجرت تأثیر می‌گذارند.
جغرافی‌دانان فمینیست سوسیالیست ابتدا در مقیاس شهری کار کردند: جغرافی‌دانان فمینیست انگلیسی-آمریکایی بر جدایی اجتماعی و فضایی خانه‌های حومه شهر از مشاغل دست‌مزدی تمرکز کردند. این امر برای توسعه روزبه‌روز و نسلی و حفظ روابط سنتی جنسیتی در جوامع سرمایه‌داری حیاتی تلقی می‌شد.
جغرافی‌دانان فمینیست سوسیالیست همچنین روش‌هایی را تحلیل می‌کنند که در آن تأثیرات تفاوت‌های جغرافیایی بر روابط جنسیتی نه تنها منعکس می‌شود، بلکه تا حدودی تغییرات اقتصادی محلی را نیز تعیین می‌کند. مفهوم جودیت باتلر از «شهرت» فقدان عاملیت پیرامون تسهیل حضور زنان در رشته جغرافیا را بررسی می‌کند. متعاقباً، جغرافی‌دانان فمینیست به این نتیجه می‌رسند که هرگاه اقدامات اجرایی برای کاهش حقوق زنان در فضای جغرافیایی انجام می‌شود، کنوانسیون‌ها آن را به‌عنوان هنجار به‌نظر می‌رسانند. برای مثال، کتاب سوزان هانسون و جرالدین پرات با عنوان جنسیت، کار و فضا نشان می‌دهد که چگونه عناصر جغرافیایی، مانند پیکربندی مکان‌های کار، توزیع منابع، و طراحی محیط‌های شهری و روستایی، به شکل‌دهی و تقویت نابرابری‌های جنسیتی در حوزه کار کمک می‌کنند.

## جغرافیای تفاوت فمینیستی
جغرافیای تفاوت فمینیستی رویکردی به جغرافیای فمینیستی است که بر ساخت هویت‌ها و تفاوت‌های جنسیتی در میان زنان متمرکز است، و بررسی جنسیت و ساختارهای طبیعت را از طریق تئوری‌های فرهنگی، پساساختاری، پسااستعماری و روان‌کاوانه و همچنین نوشته‌های زنان رنگین‌پوست، زنان لزبین، مردان همجنس‌گرا و زنان از کشورهای جهان سوم را می‌کاود. در این رویکرد، جغرافی‌دانان فمینیست بر مطالعه ریزجغرافیای بدن، هویت‌های متحرک، فاصله، جدایی و مکان، جغرافیای خیالی، استعمار و پسااستعمار و محیط یا طبیعت تأکید دارند.
از اواخر دهه ۱۹۸۰، بسیاری از جغرافی‌دانان فمینیست به سه حوزه تحقیقاتی جدید رفته‌اند: مقوله‌های جنسیت بین زن و مرد، شکل‌گیری روابط و هویت‌های جنسیتی، و تفاوت‌های بین نسبی‌گرایی و دانش موقعیتی.
1. جغرافی‌دانان فمینیست مقوله‌های جنسیت را بین زن و مرد به چالش کشیده و گسترش داده‌اند. از این طریق، آن‌ها شروع به بررسی تفاوت‌ها در ساختار روابط جنسیتی در میان نژاد، قومیت، سن، مذهب، جنسیت و ملیت کرده‌اند و توجه ویژه‌ای به زنانی دارند که در امتداد چندین محور تفاوت قرار دارند.
2. جغرافی‌دانان فمینیست برای به‌دست آوردن درک بهتری از چگونگی شکل‌گیری و فرض روابط و هویت‌های جنسیتی، از گستره وسیع‌تری از نظریه و فرهنگ اجتماعی استفاده کرده‌اند. با تکیه بر این بستر نظری، جغرافی‌دانان فمینیست بیشتر قادرند دربارهٔ تأثیری که نظریه‌های پساساختارگرایی و روان‌کاوی بر هویت‌های چندگانه دارند، بحث و گفتگو کنند.[۱۰]
3. تفاوت بین نسبی‌گرایی و دانش موقعیت یک حوزه کلیدی بحث است. از طریق این بحث‌ها، جغرافی‌دانان فمینیست راه‌هایی را برای آشتی دادن دیدگاه‌های جزئی با تعهد به کنش سیاسی و تغییرات اجتماعی کشف کرده‌اند.

## جغرافیای انسانی انتقادی
جغرافیای انسانی انتقادی به‌عنوان «مجموعه‌ای متنوع و به‌سرعت در حال تغییر از ایده‌ها و عملکردها در جغرافیای انسانی است که با تعهد مشترک به سیاست‌های رهایی‌بخش در داخل و خارج از رشته، به ترویج تغییرات اجتماعی مترقی و توسعه طیف وسیعی از رشته‌ها و نظریه‌های انتقادی و کاربرد آن‌ها در تحقیقات جغرافیایی و عملکرد سیاسی مرتبط است.
جغرافیای انسانی انتقادی در اواسط دهه ۱۹۹۰ از حوزه جغرافیای کشورهای انگلیسی‌زبان پدیدار شد و اتحادی از رویکردهای مترقی به این رشته را ارائه می‌دهد. جغرافی‌دانان انسانی انتقادی بر آثار چاپ‌شده کلیدی تمرکز می‌کنند که دوره‌های مختلف جغرافیای انسانی انتقادی را با تکیه بر آنارشیسم، استعمارزدایی، نظریه انتقادی نژاد، محیط زیست، فمینیسم، مارکسیسم، نظریه غیربازنمایی، پسامارکسیسم، پسااستعمار، پساساختارگرایی، روان‌کاوی. نظریه کوئیر، موقعیت‌گرایی و سوسیالیسممشخص می‌کند.
جغرافیای انسانی انتقادی چندگانه، پویا و مناقشه‌برانگیز درک می‌شود.

### مجلات علمی
- Gender, Place and Culture - A Journal of Feminist Geography Routledge ISSN 0966-369X Online ISSN 1360-0524